# Ministerio del Tesoro (Colombia)
El Ministerio del Tesoro (También referido como Ministerio del Tesoro y Crédito Nacional), llamado Secretaría del Tesoro hasta 1886, fue un antiguo ministerio colombiano encargado "de manejar los bienes nacionales, la liquidación de las rentas y su cobranza, la dirección del servicio de correos, la preparación del presupuesto de rentas de la Unión y los gastos públicos." Existió hasta 1923 cuando se fusionó con el Ministerio de Hacienda para dar lugar al Ministerio de Hacienda y Crédito Público. 

## Historia
Se estableció originalmente como la Tesorería General de la República en 1821 por Simón Bolívar, siendo su primer secretario José María del Castillo Rada, quien a la vez fue nombrado primer Secretario de Hacienda. Durante la Confederación Granadina (1858-1863), la Tesorería General desapareció y fue reemplazada por el Departamento de Crédito Nacional.
En 1863, con el establecimiento de los Estados Unidos de Colombia, se funda la Secretaría del Tesoro, separándola de la Secretaría de Hacienda, a través de la Ley 23 del 11 de mayo de 1863, dada por la Convención de Rionegro.Por otra parte, a través del decreto del 29 de mayo de 1863, el presidente Tomás Cipriano de Mosquera la organizó en las siguientes secciones: Sección Primera (Departamentos de Deuda Nacional y de Beneficencia), Sección Segunda (Departamentos del Tesoro y de Gastos de Hacienda y del Tesoro), Sección Tercera (Contabilidad general) y Sección Cuarta (Contabilidad especial).
Con la sanción de la Constitución de 1886, se elevó, al igual que el resto de secretarías, a la categoría de ministerio. Existió hasta 1923, cuando, por recomendación de la misión Kemmerer que había fundado el Banco de la República, se fusionó con el Ministerio de Hacienda para dar lugar a la fundación del Ministerio de Hacienda y Crédito Público. 
Entre 1905 y 1909 estuvo fusionado con el Ministerio de Hacienda, conformando el Ministerio de Hacienda y Tesoro.

## Listado de titulares

### Ministros del Tesoro (1886-1905; 1909-1923)
La siguiente es la lista de Ministros del Tesoro: 
| N.º                                                                     | Nombre                                                                  | Inicio                                                                  | Final                                                                   | Presidente                 | Ref.         |
| ----------------------------------------------------------------------- | ----------------------------------------------------------------------- | ----------------------------------------------------------------------- | ----------------------------------------------------------------------- | -------------------------- | ------------ |
| -                                                                       | Aristóbulo Archila (e)                                                  | 11 de enero de 1923                                                     | 18 de julio de 1923                                                     | Pedro Nel Ospina           | [ 6 ]        |
| 49.°                                                                    | Gabriel Posada                                                          | 1922                                                                    | 11 de enero de 1923                                                     | Pedro Nel Ospina           | [ 6 ]        |
| 48.°                                                                    | Benjamín Herrera                                                        | 7 de agosto de 1922                                                     | 1922                                                                    | Pedro Nel Ospina           | [ 6 ]        |
| 47.°                                                                    | Alfonso López Pumarejo                                                  | 20 de abril de 1922                                                     | 7 de agosto de 1922                                                     | Jorge Holguín              | [ 7 ]        |
| 46.°                                                                    | Gabino Hernández                                                        | 4 de enero de 1922                                                      | 20 de abril de 1922                                                     | Jorge Holguín              | [ 7 ]        |
| 45.°                                                                    | Alfonso López Pumarejo                                                  | 28 de noviembre de 1921                                                 | 4 de enero de 1922                                                      | Jorge Holguín              | [ 7 ]        |
| 44.°                                                                    | Pedro Justo (José) Berrío                                               | 11 de noviembre de 1921                                                 | 23 de noviembre de 1921                                                 | Jorge Holguín              | [ 7 ]        |
| 43.°                                                                    | Laureano García Ortiz                                                   | 19 de septiembre de 1921                                                | 11 de noviembre de 1921                                                 | Marco Fidel Suárez         | [ 8 ]        |
| -                                                                       | Esteban Jaramillo Gutiérrez (e)                                         | 8 de julio de 1921                                                      | 19 de septiembre de 1921                                                | Marco Fidel Suárez         | [ 8 ]        |
| 42.°                                                                    | José María Pasos                                                        | 11 de febrero de 1920                                                   | 8 de julio de 1921                                                      | Marco Fidel Suárez         | [ 8 ]        |
| 41.°                                                                    | Esteban Jaramillo Gutiérrez                                             | 30 de diciembre de 1918                                                 | 11 de febrero de 1920                                                   | Marco Fidel Suárez         | [ 8 ]        |
| 40.°                                                                    | Jorge Ancízar                                                           | 2 de diciembre de 1918                                                  | 30 de diciembre de 1918                                                 | Marco Fidel Suárez         | [ 8 ]        |
| -                                                                       | Pomponio Guzmán (e)                                                     | 23 de noviembre de 1918                                                 | 2 de diciembre de 1918                                                  | Marco Fidel Suárez         | [ 8 ]        |
| -                                                                       | Simón Araújo (e)                                                        | 10 de agosto de 1918                                                    | 23 de noviembre de 1918                                                 | Marco Fidel Suárez         | [ 8 ]        |
| 39.°                                                                    | Pedro A. López (no asumió)                                              | 7 de agosto de 1918                                                     | 10 de agosto de 1918                                                    | Marco Fidel Suárez         | [ 8 ]        |
| 38.°                                                                    | Pedro Blanco Soto                                                       | 18 de diciembre de 1916                                                 | 7 de agosto de 1918                                                     | José Vicente Concha        | [ 9 ]        |
| 37.°                                                                    | Tomás Suri Salcedo                                                      | 25 de noviembre de 1916                                                 | 18 de diciembre de 1916                                                 | José Vicente Concha        | [ 9 ]        |
| 36.°                                                                    | Alfonso Robledo Jaramillo                                               | 17 de julio de 1916                                                     | 25 de noviembre de 1916                                                 | José Vicente Concha        | [ 9 ]        |
| 35.°                                                                    | Salvador Franco Ferreira                                                | 29 de noviembre de 1915                                                 | 17 de julio de 1916                                                     | José Vicente Concha        | [ 9 ]        |
| 34.°                                                                    | Hernando Holguín y Caro                                                 | 15 de septiembre de 1915                                                | 29 de noviembre de 1915                                                 | José Vicente Concha        | [ 9 ]        |
| 33.°                                                                    | Jorge Vélez                                                             | 1915                                                                    | 15 de septiembre de 1915                                                | José Vicente Concha        | [ 9 ]        |
| 32.°                                                                    | Daniel J. Reyes                                                         | 24 de noviembre de 1914                                                 | 1915                                                                    | José Vicente Concha        | [ 9 ]        |
| 31.°                                                                    | Pedro León Mantilla                                                     | 3 de septiembre de 1914                                                 | 24 de noviembre de 1914                                                 | José Vicente Concha        | [ 9 ]        |
| 30.°                                                                    | Daniel J. Reyes                                                         | 7 de agosto de 1914                                                     | 3 de septiembre de 1914                                                 | José Vicente Concha        | [ 9 ]        |
| 29.°                                                                    | Carlos N. Rosales                                                       | 22 de abril de 1912                                                     | 7 de agosto de 1914                                                     | Carlos Eugenio Restrepo    | [ 10 ]       |
| 28.°                                                                    | Tomás O. Eastman                                                        | 23 de noviembre de 1911                                                 | 22 de abril de 1911                                                     | Carlos Eugenio Restrepo    | [ 10 ]       |
| -                                                                       | Ricardo Hinestroza Daza (e)                                             | 7 de octubre de 1911                                                    | 23 de noviembre de 1911                                                 | Carlos Eugenio Restrepo    | [ 10 ]       |
| 27.°                                                                    | Jerónimo Martínez                                                       | 7 de agosto de 1910                                                     | 7 de octubre de 1911                                                    | Carlos Eugenio Restrepo    | [ 10 ]       |
| 26.°                                                                    | Antonio José Cadavid                                                    | 11 de diciembre de 1909                                                 | 7 de agosto de 1910                                                     | Ramón González Valencia    | [ 11 ]       |
| Ministros de Hacienda y Tesoro; véase: Ministerio de Hacienda y Tesoro. | Ministros de Hacienda y Tesoro; véase: Ministerio de Hacienda y Tesoro. | Ministros de Hacienda y Tesoro; véase: Ministerio de Hacienda y Tesoro. | Ministros de Hacienda y Tesoro; véase: Ministerio de Hacienda y Tesoro. | Ramón González Valencia    | [ 11 ]       |
| Ministros de Hacienda y Tesoro; véase: Ministerio de Hacienda y Tesoro. | Ministros de Hacienda y Tesoro; véase: Ministerio de Hacienda y Tesoro. | Ministros de Hacienda y Tesoro; véase: Ministerio de Hacienda y Tesoro. | Ministros de Hacienda y Tesoro; véase: Ministerio de Hacienda y Tesoro. | Jorge Holguín              | [ 12 ]       |
| Ministros de Hacienda y Tesoro; véase: Ministerio de Hacienda y Tesoro. | Ministros de Hacienda y Tesoro; véase: Ministerio de Hacienda y Tesoro. | Ministros de Hacienda y Tesoro; véase: Ministerio de Hacienda y Tesoro. | Ministros de Hacienda y Tesoro; véase: Ministerio de Hacienda y Tesoro. | Rafael Reyes               | [ 5 ]        |
| 25.°                                                                    | Guillermo Torres                                                        | 20 de agosto de 1904                                                    | Marzo de 1905                                                           | Rafael Reyes               | [ 5 ]        |
| 24.°                                                                    | Lucas Caballero Barrera                                                 | 7 de agosto de 1904                                                     | 20 de agosto de 1904                                                    | Rafael Reyes               | [ 5 ]        |
| 23.°                                                                    | Carlos Arturo Torres                                                    | 7 de noviembre de 1903                                                  | 7 de agosto de 1904                                                     | José Manuel Marroquín      | [ 13 ]       |
| 22.°                                                                    | Francisco Mendoza Pérez                                                 | 1902                                                                    | 7 de noviembre de 1903                                                  | José Manuel Marroquín      | [ 13 ]       |
| 21.°                                                                    | Agustín Uribe                                                           | 12 de diciembre de 1901                                                 | 1902                                                                    | José Manuel Marroquín      | [ 13 ]       |
| -                                                                       | José María Cordovez Moure (e)                                           | 10 de diciembre de 1901                                                 | 12 de diciembre de 1901                                                 | José Manuel Marroquín      | [ 13 ]       |
| 20.°                                                                    | José Medina Calderón                                                    | 25 de septiembre de 1901                                                | 10 de diciembre de 1901                                                 | José Manuel Marroquín      | [ 13 ]       |
| 19.°                                                                    | José Antonio Pinto                                                      | 25 de julio de 1901                                                     | 25 de septiembre de 1901                                                | José Manuel Marroquín      | [ 13 ]       |
| 18.°                                                                    | Aurelio Uribe                                                           | 11 de julio de 1901                                                     | 25 de julio de 1901                                                     | José Manuel Marroquín      | [ 13 ]       |
| -                                                                       | José María Cordovez Moure (e)                                           | 30 de mayo de 1901                                                      | 11 de julio de 1901                                                     | José Manuel Marroquín      | [ 13 ]       |
| 17.°                                                                    | Enrique Restrepo Carcía                                                 | 6 de septiembre de 1900                                                 | 30 de mayo de 1901                                                      | José Manuel Marroquín      | [ 13 ]       |
| 16.°                                                                    | Alejandro Gutiérrez Arango                                              | 31 de julio de 1900                                                     | 6 de septiembre de 1900                                                 | José Manuel Marroquín      | [ 13 ]       |
| 15.°                                                                    | José Francisco Insignares Sierra                                        | 28 de julio de 1899                                                     | 30 de julio de 1900                                                     | Manuel Antonio Sanclemente | [ 2 ] [ 14 ] |
| 14.°                                                                    | Marceliano Vargas Lezaca                                                | 10 de enero de 1900                                                     | 28 de julio de 1900                                                     | Manuel Antonio Sanclemente | [ 2 ] [ 14 ] |
| 13.°                                                                    | Rafael Ortiz                                                            | 1 de diciembre de 1899                                                  | 10 de enero de 1900                                                     | Manuel Antonio Sanclemente | [ 2 ] [ 14 ] |
| 12.°                                                                    | Jorge Holguín Mallarino                                                 | 12 de septiembre de 1899                                                | 1 de diciembre de 1899                                                  | Manuel Antonio Sanclemente | [ 2 ] [ 14 ] |
| 11.°                                                                    | Julio Rengifo                                                           | 3 de julio de 1899                                                      | 12 de septiembre de 1899                                                | Manuel Antonio Sanclemente | [ 2 ] [ 14 ] |
| 10.°                                                                    | Alejandro Gutiérrez Arango                                              | 27 de enero de 1899                                                     | 3 de julio de 1899                                                      | Manuel Antonio Sanclemente | [ 2 ] [ 14 ] |
| 9.°                                                                     | Luis María Mejía Álvarez                                                | 5 de septiembre de 1898                                                 | 27 de enero de 1899                                                     | Manuel Antonio Sanclemente | [ 2 ] [ 14 ] |
| 8.°                                                                     | Daniel J. Reyes                                                         | 7 de agosto de 1898                                                     | 5 de septiembre de 1898                                                 | Manuel Antonio Sanclemente | [ 2 ] [ 14 ] |
| 8.°                                                                     | Daniel J. Reyes                                                         | 1 de marzo de 1897                                                      | 7 de agosto de 1898                                                     | Miguel Antonio Caro        | [ 2 ] [ 14 ] |
| -                                                                       | Antonio Roldán Reyes (e)                                                | 2 de enero de 1897                                                      | 1 de marzo de 1897                                                      | Miguel Antonio Caro        | [ 2 ] [ 14 ] |
| 7.°                                                                     | Manuel Ponce de León                                                    | 11 de abril de 1896                                                     | 2 de enero de 1897                                                      | Miguel Antonio Caro        | [ 2 ] [ 14 ] |
| -                                                                       | Francisco Groot (e)                                                     | 12 de marzo de 1896                                                     | 10 de abril de 1896                                                     | Miguel Antonio Caro        | [ 2 ] [ 14 ] |
| -                                                                       | Julio A. Corredor (e)                                                   | 1 de noviembre de 1895                                                  | 12 de marzo de 1896                                                     | Miguel Antonio Caro        | [ 2 ] [ 14 ] |
| 6.°                                                                     | Miguel Abadía Méndez                                                    | 31 de marzo de 1894                                                     | 1 de noviembre de 1895                                                  | Miguel Antonio Caro        | [ 2 ] [ 14 ] |
| 5.°                                                                     | Carlos Calderón Reyes                                                   | 7 de agosto de 1892                                                     | 31 de marzo de 1894                                                     | Rafael Núñez Moledo        | [ 2 ] [ 14 ] |
| 4.°                                                                     | Marcelino Arango Palacio                                                | 9 de marzo de 1891                                                      | 7 de agosto de 1892                                                     | Carlos Holguín Mallarino   | [ 2 ] [ 14 ] |
| 3.°                                                                     | Vicente Restrepo Maya                                                   | 15 de octubre de 1889                                                   | 9 de marzo de 1891                                                      | Carlos Holguín Mallarino   | [ 2 ] [ 14 ] |
| 2.°                                                                     | Carlos Martínez Silva                                                   | 7 de agosto de 1888                                                     | 15 de octubre de 1889                                                   | Carlos Holguín Mallarino   | [ 2 ] [ 14 ] |
| 2.°                                                                     | Carlos Martínez Silva                                                   | 14 de febrero de 1888                                                   | 7 de agosto de 1888                                                     | Rafael Núñez Moledo        | [ 2 ] [ 14 ] |
| 1.°                                                                     | Felipe Angulo Bustillo                                                  | 4 de junio de 1887                                                      | 14 de febrero de 1888                                                   | Rafael Núñez Moledo        | [ 2 ] [ 14 ] |
| 1.°                                                                     | Felipe Angulo Bustillo                                                  | 7 de enero de 1887                                                      | 4 de junio de 1887                                                      | Eliseo Payán Hurtado       | [ 2 ] [ 14 ] |
| 1.°                                                                     | Felipe Angulo Bustillo                                                  | 7 de agosto de 1886                                                     | 7 de enero de 1887                                                      | José María Campo Serrano   | [ 2 ] [ 14 ] |

#### Ministros encargados
| Nombre                      | Inicio                   | Fin                     | Presidente              | Causa                                  | Ref.   |
| --------------------------- | ------------------------ | ----------------------- | ----------------------- | -------------------------------------- | ------ |
| Eugenio Andrade             | 24 de marzo de 1922      | 24 de mayo de 1922      | Jorge Holguín           | Licencia al titular de 60 días         | [ 7 ]  |
| Eugenio Andrade             | 23 de noviembre de 1921  | 28 de noviembre de 1921 | Jorge Holguín           | A la espera de la posesión del titular | [ 7 ]  |
| Eugenio Andrade             | 1917                     | 1917                    | José Vicente Concha     |                                        | [ 9 ]  |
| Pedro Blanco Soto           | 10 de abril de 1916      |                         | José Vicente Concha     |                                        | [ 9 ]  |
| Pedro Blanco Soto           | 15 de septiembre de 1916 |                         | José Vicente Concha     | A la espera de la posesión del titular | [ 9 ]  |
| Daniel J. Reyes             | 3 de septiembre de 1914  |                         | José Vicente Concha     | A la espera de la posesión del titular | [ 9 ]  |
| Ricardo Hinestroza Daza     | 24 de noviembre de 1911  | 24 de febrero de 1912   | Carlos Eugenio Restrepo | Licencia al titular de 90 días         | [ 10 ] |
| Tomas O. Eastman            | 8 de agosto de 1910      | 1911                    | Carlos Eugenio Restrepo | A la espera de la posesión del titular | [ 10 ] |
| José María Cordovez Moure   | 1904                     | 1905                    | Rafael Reyes Prieto     |                                        | [ 5 ]  |
| Alfredo Vásquez Cobo        | 30 de mayo de 1904       |                         | José Manuel Marroquín   |                                        | [ 13 ] |
| José María Cordovez Moure   | Agosto de 1903           |                         | José Manuel Marroquín   |                                        | [ 13 ] |
| José María Cordovez Moure   | 5 de abril de 1902       | 13 de abril de 1902     | José Manuel Marroquín   | Licencia al titular por 8 días         | [ 13 ] |
| Ignacio R. Piñeros          | 31 de julio de 1900      |                         | José Manuel Marroquín   | A la espera de la posesión del titular | [ 13 ] |
| José Domingo Ospina Camacho | 6 de enero de 1887       |                         | Eliseo Payán Hurtado    | A la espera de la posesión del titular | [ 15 ] |

### Secretarios de Tesoro (1863-1886)
Lista de jefes de la Secretaría del Tesoro:
| N.º  | Nombre                            | Inicio                   | Final                    | Presidente                       | Ref.         |
| ---- | --------------------------------- | ------------------------ | ------------------------ | -------------------------------- | ------------ |
| 24.° | Jorge Holguín Mallarino           | 26 de diciembre de 1884  | 6 de agosto de 1886      | Rafael Núñez                     | [ 14 ] [ 3 ] |
| 23.° | Vicente Restrepo Maya             | 12 de agosto de 1884     | 26 de diciembre de 1884  | Rafael Núñez                     | [ 14 ] [ 3 ] |
| -    | José María Caro (e)               | 21 de abril de 1884      | 12 de agosto de 1884     | Rafael Núñez                     | [ 14 ] [ 3 ] |
| 22.° | Napoleón Borrero                  | 1 de abril de 1884       | 21 de abril de 1884      | Rafael Núñez                     | [ 14 ] [ 3 ] |
| 21.° | Ángel María Gaitán                | 17 de noviembre de 1883  | 1 de abril de 1884       | José Eusebio Otálora             | [ 14 ] [ 3 ] |
| 20.° | Napoleón Borrero                  | 1883                     | 17 de noviembre de 1883  | José Eusebio Otálora             | [ 14 ] [ 3 ] |
| 19.° | Alejandro Posada Bravo            | 25 de diciembre de 1882  | 1883                     | José Eusebio Otálora             | [ 14 ] [ 3 ] |
| 18.° | Napoleón Borrero                  | 1 de abril de 1882       | 25 de diciembre de 1882  | Francisco Javier Martínez Zaldúa | [ 14 ] [ 3 ] |
| -    | Francisco de la Torre (e)         | 22 de julio de 1881      | 1 de abril de 1882       | Rafael Núñez Moledo              | [ 14 ] [ 3 ] |
| 17.° | Simón de Herrera                  | 1 de abril de 1880       | 22 de julio de 1881      | Rafael Núñez Moledo              | [ 14 ] [ 3 ] |
| 16.° | Emigdio Palau                     | 1 de abril de 1878       | 1 de abril de 1880       | Julián Trujillo Largacha         | [ 14 ] [ 3 ] |
| 15.° | J. M. Quijano                     | 1877                     | 1 de abril de 1878       | Aquileo Parra                    | [ 14 ] [ 3 ] |
| 14.° | Luis Antonio Robles Suárez        | 1 de abril de 1876       | 1877                     | Aquileo Parra                    | [ 14 ] [ 3 ] |
| 13.° | José María Villamizar Gallardo    | 31 de enero de 1875      | 1 de abril de 1876       | Santiago Pérez Manosalva         | [ 14 ] [ 3 ] |
| 12.° | Nicolás Esguerra Ortiz            | 1 de abril de 1874       | 31 de enero de 1875      | Santiago Pérez Manosalva         | [ 14 ] [ 3 ] |
| 11.° | Felipe Pérez Manosalva            | 1 de abril de 1872       | 1 de abril de 1874       | Manuel Murillo Toro              | [ 14 ] [ 3 ] |
| 10.° | César Conto Ferrer                | 20 de mayo de 1871       | 1 de abril de 1872       | Eustorgio Salgar Moreno          | [ 14 ] [ 3 ] |
| -    | Eladio Vergara y Vergara (e)      | 15 de abril de 1872      | 20 de mayo de 1831       | Eustorgio Salgar Moreno          | [ 14 ] [ 3 ] |
| 9.°  | José María Caro                   | 29 de septiembre de 1870 | 15 de abril de 1871      | Eustorgio Salgar Moreno          | [ 14 ] [ 3 ] |
| 8.°  | Julián Trujillo Largacha          | 1 de abril de 1870       | 29 de septiembre de 1870 | Eustorgio Salgar Moreno          | [ 14 ] [ 3 ] |
| 7.°  | Narciso González Lineros          | 1 de abril de 1868       | 1 de abril de 1870       | José de los Santos Gutiérrez     | [ 14 ] [ 3 ] |
| 6.°  | Antonio Ferro / Carlos J. Herrera | 23 de mayo de 1867       | 1 de abril de 1868       | Manuel Santos Acosta             | [ 14 ] [ 3 ] |
| 5.°  | Antonio Ferro / Carlos J. Herrera | 23 de mayo de 1867       | 1 de abril de 1868       | Manuel Santos Acosta             | [ 14 ] [ 3 ] |
| 4.°  | Froilán Largacha Hurtado          | 1 de abril de 1866       | 23 de mayo de 1867       | Tomás Cipriano de Mosquera       | [ 14 ] [ 3 ] |
| 3.°  | Eugenio Castilla                  | 8 de mayo de 1864        | 1 de abril de 1866       | Manuel Murillo Toro              | [ 14 ] [ 3 ] |
| 2.°  | Vicente Gutiérrez de Piñeres      | 20 de noviembre de 1863  | 4 de mayo de 1864        | Tomás Cipriano de Mosquera       | [ 14 ] [ 3 ] |
| 1.°  | Eustorgio Salgar Moreno           | 14 de mayo de 1863       | 20 de noviembre de 1863  | Tomás Cipriano de Mosquera       | [ 14 ] [ 3 ] |

### Titulares anteriores a 1863
La siguiente es una lista de quienes ocuparon el cargo equivalente antes a la creación de la Secretaría en 1863:
- Rafael Núñez Moledo (Director del Crédito Nacional durante la segunda presidencia de Tomás Cipriano de Mosquera; 1861-1863).[3]
- Alejandro Silva (Tesorero General de la República durante el gobierno de facto de José María Melo; 1854).[3]
- José Vallarino (Tesorero General de la República Interino durante el gobierno de facto de José María Melo; 1854).[3]
- Simón Burgos (Tesorero General de la República durante la presidencia de Francisco de Paula Santander; 1833-1835).[3]
- José María Cárdenas (Tesorero General de la República durante la presidencia de Francisco de Paula Santander; 1835-1837).[3]